# Aleksej Soevorov
Aleksej Edmoendovitsj Soevorov (Russisch: Алексей Эдмундович Суворов) (Tsjeljabinsk, 17 september 1991) is een voormalig Russisch langebaanschaatser.
Hij kwam in februari 2014 uit voor Rusland tijdens de Olympische Winterspelen 2014. Hij werd hier 25ste op de 1500 meter.

## Records

### Persoonlijke records
| Afstand     | Tijd     | Datum            | Baan           |
| ----------- | -------- | ---------------- | -------------- |
| 500 meter   | 37,15    | 11 januari 2014  | Hamar          |
| 1000 meter  | 1.11,23  | 3 februari 2014  | Sotsji         |
| 1500 meter  | 1.44,97  | 15 november 2013 | Salt Lake City |
| 3000 meter  | 3.52,74  | 26 februari 2010 | Kolomna        |
| 5000 meter  | 6.40,63  | 11 januari 2014  | Hamar          |
| 10000 meter | 14.24,05 | 30 november 2012 | Tsjeljabinsk   |

## Resultaten
| Jaar | EK Allround | Olympische Spelen | WK Junioren |
| ---- | ----------- | ----------------- | ----------- |
| 2010 |             |                   | 15e         |
| 2011 |             |                   | 12e         |
|      |             |                   |             |
| 2014 | NC16        | 25e 1500m         |             |

NC16 = niet gekwalificeerd voor de laatste afstand, maar wel als 16e geklasseerd in de eindrangschikking